# Bradycellus lecontei
Bradycellus lecontei är en skalbaggsart som beskrevs av Csiki. Bradycellus lecontei ingår i släktet Bradycellus och familjen jordlöpare. Inga underarter finns listade i Catalogue of Life.